# Thomas (Il trenino Thomas)
Thomas è il personaggio principale della serie letteraria The Railway Series, e del suo adattamento televisivo Il trenino Thomas. Venne creato dal reverendo Wilbert Awdry nel 1945.

## Descrizione e base
Thomas è una locomotiva-tender blu, con il numero 1 dipinto su entrambi i lati. È basato su una locomotiva LB&SCR Classe E2, una classe di locomotive prodotte per la London, Brighton & South Coast Railway tra il 1913 e il 1916.

## Storia

### Creazione
Dopo aver pubblicato il suo primo libro, The Three Railway Engines, il reverendo Awdry regalò per Natale al figlio Christopher un modellino di legno di una piccola locomotiva a vapore blu. Christopher era felicissimo del regalo e chiamò la locomotiva Thomas. Sul fianco del modellino erano dipinti il numero 1 e la sigla NW. Secondo Awdry, NW stava per No Where, letteralmente Da Nessuna Parte, per indicare l'indipendenza della locomotiva. 
Il modellino era basato su una locomotiva GNR Classe J23, divenuta LNER Classe J50 dopo l'integrazione della Great Northern Railway nella London & North Eastern Railway, con piccoli serbatoi laterali e paraspruzzi.

### InThe Railway Series

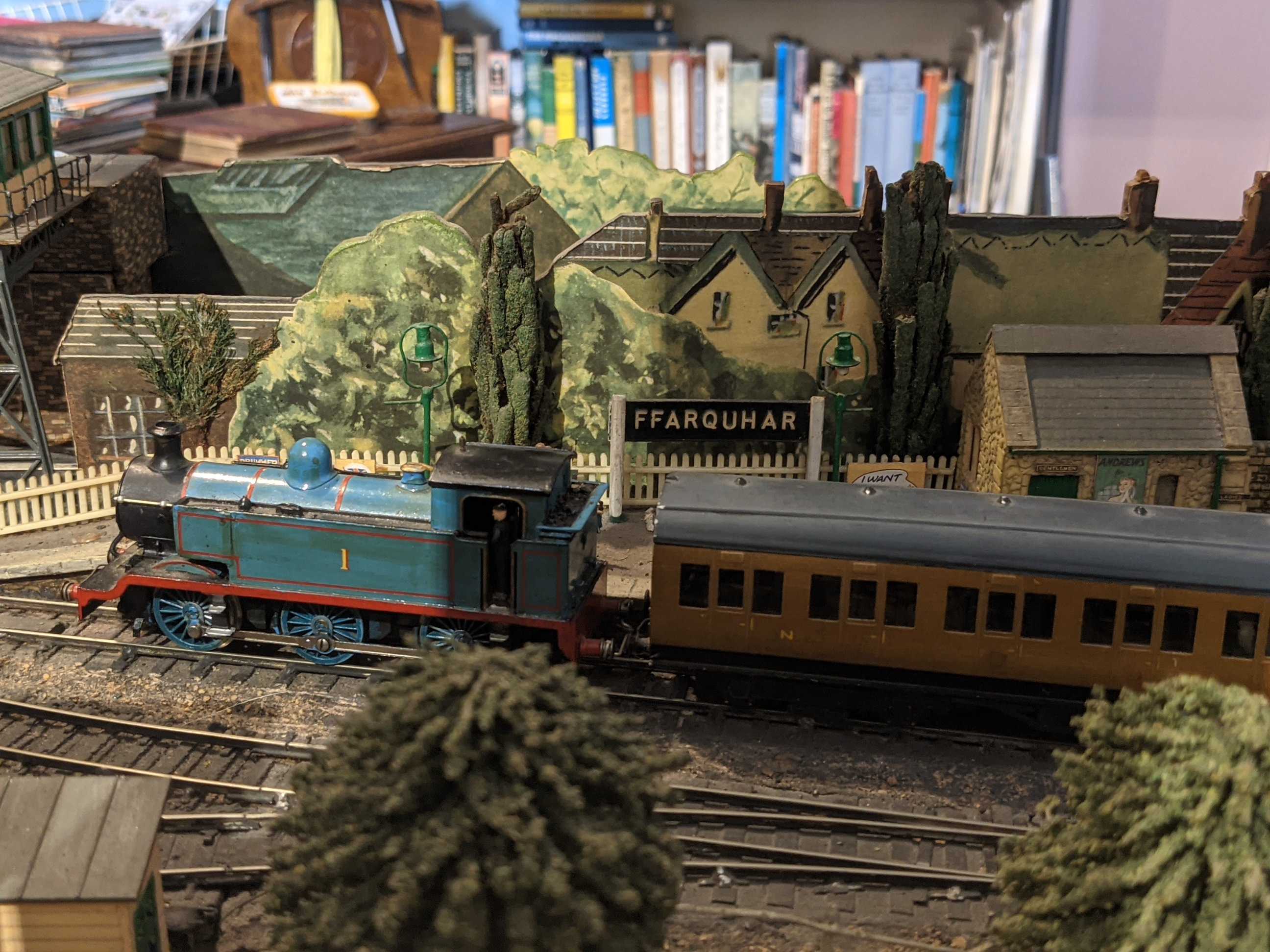
Il modellino di Thomas del reverendo Awdry utilizzato nel suo plastico della linea secondaria di Ffarquhar

Nonostante sia il personaggio di punta di The Railway Series, Thomas non è presente nel primo libro, in cui compaiono Edward, Henry e Gordon, bensì nel secondo, Thomas the Tank Engine, pubblicato il 14 settembre 1946. Thomas viene descritto all'inizio della storia Thomas & Gordon, la prima del secondo libro:
Era una locomotiva pignola, che manovrava carrozze tutto il giorno. [...] Era anche una locomotiva dispettosa.»
(Wilbert Awdry, Thomas & Gordon, in Thomas the Tank Engine)
Secondo i libri, Thomas venne ordinato da Sir Topham Hatt da utilizzare come locomotiva da manovra, anche se nelle storie successive verrà incaricato di fare cose molto più importanti, come portare il treno espresso o rappresentare l'isola di Sodor a uno show ferroviario di York. Nella quarta storia, Thomas & The Breakdown Train, Thomas salva la locomotiva James da un incidente e ottiene in premio una linea secondaria, la linea secondaria di Ffarquhar, anche nota successivamente come linea secondaria di Thomas.

### NeIl trenino Thomas
La prima apparizione televisiva di Thomas avvenne nell'ottobre 1984, con la serie Il trenino Thomas, sviluppata da Britt Allcroft. La prima stagione andò in onda in Regno Unito su ITV, nel blocco Children's ITV dal 9 ottobre 1984. Negli Stati Uniti andò in onda come segmenti nella serie Shining Time Station dal 1989. In Italia la serie debuttò sul blocco Playhouse Disney di Disney Channel nel dicembre 2003. 
Il primo film della serie, Thomas and the Magic Railroad, uscì nel 2000; in Italia è inedito. Nel film realizzato per il 70º anniversario di The Railway Series, Thomas & Friends: The Adventure Begins (anch'esso inedito in Italia), Thomas viene rappresentato come locomotiva verde con la sigla LBSC ed il numero 70 al suo arrivo sull'isola di Sodor.

#### Doppiaggio
Fino alla tredicesima stagione (in alcuni stati, tra cui l'Italia, fino alla dodicesima stagione) non ci fu un cast completo per doppiare le locomotive. Difatti, il cast era composto solo dal narratore, il cui ruolo negli anni è stato coperto da attori come Ringo Starr, Alec Baldwin, Pierce Brosnan e Michael Angelis. 
In Thomas and the Magic Railroad, Thomas è doppiato dall'attore Eddie Glen, ma inizialmente doveva essere doppiato da John Bellis, un pompiere e tassista part-time che accompagnò Britt Allcroft con il taxi. Tuttavia, durante una proiezione di prova, Bellis venne criticato e sostituito.
Dal 2009, dopo il passaggio da modellini veri a CGI, Thomas venne doppiato da Ben Small nel doppiaggio britannico e da Martin T. Sherman nel doppiaggio americano. I due doppiarono Thomas nella serie fino al film Il trenino Thomas - Thomas e i trenini coraggiosi; abbandonarono la serie a causa di dispute riguardanti il loro stipendio con la HiT Entertainment. In seguito Thomas venne doppiato da John Hasler per il doppiaggio britannico e Joseph May per il doppiaggio americano. In Grandi avventure insieme, Thomas era doppiato nel doppiaggio britannico da Aaron Barashi nelle prime due stagioni, mentre nella terza e quarta stagione da Shaun Jemmett. Negli Stati Uniti, Thomas venne doppiato fino al 36⁰ episodio della seconda stagione da Meesha Contreras, dal 37⁰ al 50⁰ episodio da David Kohlsmith e dal 51⁰ episodio da Kai Harris.
In Italia l'unico ad aver doppiato Thomas nella serie originale fu Marco Vivio. In Il trenino Thomas - Grandi avventure insieme, Thomas è doppiato da Jessica Bologna.

## Accoglienza
La locomotiva Thomas venne inclusa nella Happy List del 2009, stilata dal giornale The Independent on Sunday, versione estiva del quotidiano The Independent, che venne riconosciuto insieme ad altre 98 persone e ad un cane da terapia per aver reso la Gran Bretagna un posto migliore e più felice. Nel 2011, la locomotiva apparve su dei francobolli speciali realizzati dalla Royal Mail per il centenario della nascita del reverendo Awdry.
In Giappone, Il trenino Thomas ebbe un discreto successo. La Ferrovia Ōigawa possiede 5 locomotive basate sui personaggi della serie, cioè Thomas, Percy, James, Hiro e Rusty. Le locomotive sono parcheggiate alla stazione di Shin-Kanaya, a Shimada; vengono utilizzate per trainare i treni da Shin-Kanaya alla stazione di Kawaneonsen-Sasamado, sempre a Shimada.

## Altre apparizioni
Thomas è apparso in diversi altri programmi televisivi e film. Alcune delle sue apparizioni più famose sono:
- in Ant-Man, dove appare un modellino Bachmann Scala H0 di Thomas, che dopo un errore commesso da Ant-Man mentre combatte Calabrone, viene ingrandito rendendolo grande come un vero treno;
- in Robot Chicken, dove Thomas appare nello sketch Blow Some Steam. Nello sketch, è doppiato da Daniel Radcliffe[22], mentre in italiano è doppiato da Nanni Baldini.
- in Bullet Train, dove Thomas e svariate altre locomotive appaiono sotto forma di sticker posseduti da Lemon, un grande fan de Il trenino Thomas. Inoltre, il personaggio viene menzionato altre volte durante il film;
- in Mad, dove Thomas appare nello sketch Thomas the Unstoppable Tank Engine, un crossover tra Il trenino Thomas ed il film del 2010 Unstoppable - Fuori controllo.